# Armășoaia, Vaslui
Armășoaia este un sat în comuna Pungești din județul Vaslui, Moldova, România.